# Codex Ambrosianus (Petrarca)

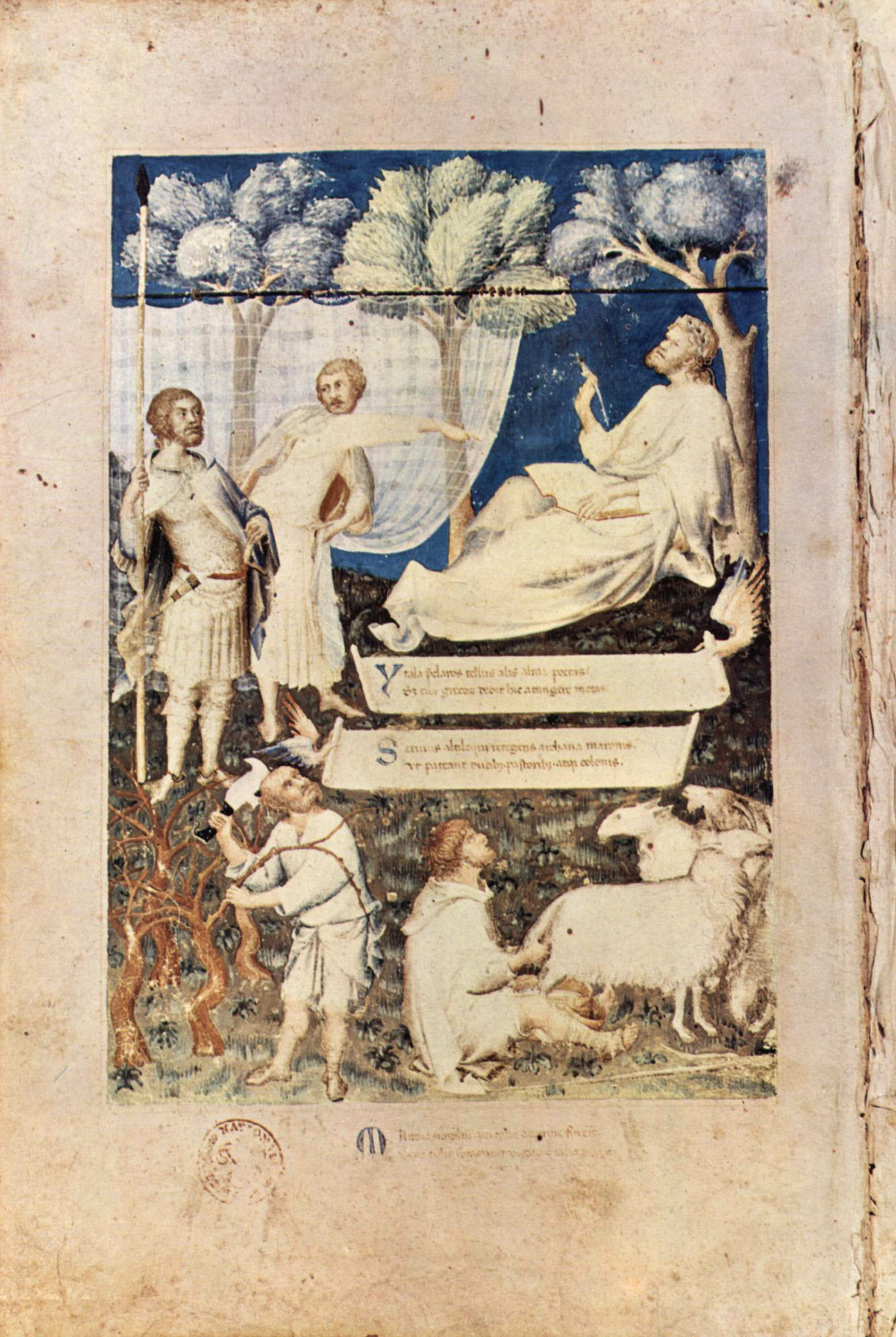
Titelbild von Simone Martini im Codex Ambrosianus, Mailand, Biblioteca Ambrosiana, Ms. 79 inf., fol. 1v

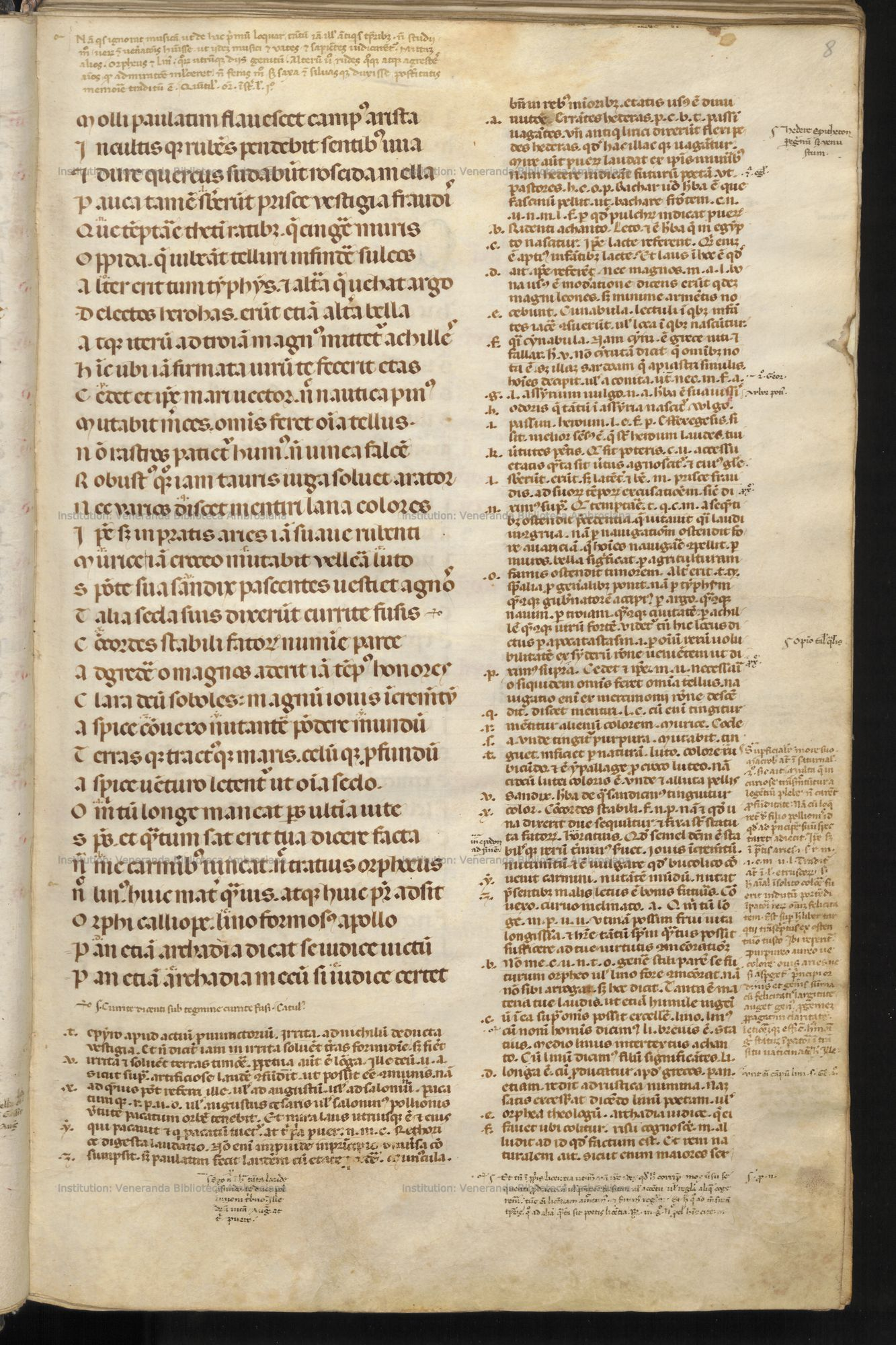
Textseite, fol. 8r

Der berühmte Codex Ambrosianus aus dem Besitz des frühen Humanisten Petrarca (1304–1374) beinhaltet die wichtigsten Werke von Vergil, versehen mit dem in der Spätantike beliebten Kommentar des Servius. Neben Vergil findet man in dem Codex außerdem Werke von Publius Papinius Statius, Horaz und verschiedene grammatische Werke.
Früher galt der Codex als Florentiner Arbeit vom Ende des dreizehnten Jahrhunderts. Heute wird angenommen, dass er zwischen 1320 und 1325 in Avignon entstanden ist. Petrarca hat diesen Codex vermutlich für sich selbst anfertigen lassen. Das Buch wurde nach 1325 gestohlen und gelangte erst wieder 1338 in Petrarcas Besitz.
Nachdem er das Buch zurückerhalten hatte, ließ Petrarca von seinem Freund Simone Martini (ca. 1280–1344) um 1340 ein Titelbild anfertigen. Simone Martini war um 1339 auf Geheiß von Benedikt XII. an den päpstlichen Hof nach Avignon gekommen. Das Bild zeigt den Kommentator Servius, der mit seiner Rechten auf den entrückt wirkenden Dichter Vergil zeigt; die übrigen Figuren sind sowohl Symbole für Vergils Hauptwerke (Georgica, Aeneis, Bucolica) als auch für sein Publikum.
Eine weitere Besonderheit des Codex ist die Tatsache, dass Petrarca auf der Frontseite für ihn wichtige, persönliche Ereignisse notierte (z. B. zum Tod seines Sohnes Giovanni und seiner geliebten Laura).
Fast jede Seite des Codex hat eine breite innere und eine schmale äußere Kolumne. Die breite besteht aus dem Vergil-Text, die schmale aus dem Kommentar des Servius. Seit dem zwölften Jahrhundert unterscheiden sich Haupttext und Kommentar im Schriftgrad, dies ist auch hier der Fall. Bei der Schrift handelt es sich um eine runde Variante der gotischen Minuskel, auch Rotunda genannt. Am unteren Teil einer Seite befinden sich, in noch kleinerem Grad, die persönlichen Anmerkungen Petrarcas in seiner Handschrift.
Der Codex befindet sich heute unter der Signatur Ms. 79 inf. (einst S. P. 10/27) in der Biblioteca Ambrosiana in Mailand.